# 春風亭一柳
春風亭 一柳（しゅんぷうてい いちりゅう、1935年〈昭和10年〉10月12日 - 1981年〈昭和56年〉7月9日）は、東京都出身の落語家。生前は落語協会所属。
六代目三遊亭圓生に入門して三遊亭 好生と名乗った。師の圓生を神のように崇拝し、「圓生の影法師」と揶揄されるほど芸風も似ていたが、圓生に疎まれて冷遇された。落語協会分裂騒動の際に圓生一門を離れて八代目林家正蔵（後の林家彦六）の弟子となり、春風亭一柳へと改名した。圓生の没後に暴露本を出版して物議を醸し、精神を病んで自殺した。

## 来歴

### 入門まで
東京都立西高校への入学に前後して同居していた母と祖母を相次いで亡くし、本人も病弱のため高校を長期休学することとなった。一人残された実家を間貸しすることで生活していた。
高校休学中に寄席通いをするようになり、六代目三遊亭圓生の熱心なファンとなった。圓生との関係は入門後に険悪なものとなるが、この時点での圓生との関係は良好で、圓生から顔を覚えられて圓生宅に招待されるほど親しくなった。1956年に高校を中退し、三遊亭好生として圓生に入門した。
入門後しばらくは高校時代の体調不良を引きずっており、内弟子時代には圓生夫妻にかなり迷惑を掛けたという。

### 真打昇進まで
好生は背格好が師匠の圓生に似ていただけでなく、所作や芸風までも圓生とよく似てしまい、「圓生の影法師」「円生（を）聞きたきゃ好生を聞け」「子は親に似たるものぞよ円生の恋しき時は好生を聞け」などと揶揄された。これは元から圓生に心酔していた上に、「悪い癖がうつるといけない」と他の師匠のところへ出稽古に行くのを圓生に制限されたことも重なり、ひたすら圓生を模倣するようになってしまったためである。その芸は確かに圓生に似ていて決して下手ではなかったものの、圓生のような茶目っ気や色気がなく、地味で華がなかったとされる。
圓生は自らの形態模写のような存在となった好生を嫌い、冷遇した。圓生門下で好生の兄弟子だった川柳川柳（当時の芸名は三遊亭さん生）は以下のように回想している。
好生は八代目春風亭柳枝一門から移籍してきた弟弟子の六代目三遊亭圓窓・三遊亭圓彌に真打昇進で先を越され、思い悩むようになっていった。
1973年（昭和48年）9月に落語協会による集団真打昇進（第一弾）の一人として真打に昇進した際、好生は当初、まだ自分は真打にふさわしくないという理由で昇進を辞退しようとした。しかしこれは師匠の圓生に対する当てつけ的な行動で、圓生との関係は以後さらに悪化した。真打昇進を機に改名を希望したものの圓生からの許可は得られず、昇進披露パーティーも圓生に立ち会ってもらえなかった。好生は圓生の一門落語会から除外されていた。また先代の圓生の追善公演では、圓生一門の真打一同が顔を揃える追善口上から、好生とさん生の二名だけが外された。

### 圓生門下を離脱して改名
1978年（昭和53年）の落語協会分裂騒動で圓生が落語協会を脱退して新団体を設立した際、圓生は当初弟子たちに「自分だけで脱退するから、落語協会に残って総領弟子の五代目圓楽の門下となるように」と指示していた。これは虚偽で、実際には圓生一門を中心に新団体を設立する計画が進んでいたが、新団体のことは圓生門下のごく一部だけの秘密とされていた。こうした水面下の動きを何も知らされなかった好生は、自分が圓生に信用されていないことを痛感し、圓生に従わず落語協会に留まる決心をした。好生は圓生一門からの離脱を申し出て破門され（5月17日）、圓生と犬猿の仲だった八代目林家正蔵（後の林家彦六）の客分格弟子となった。
その後圓生から芸名の返却を迫られ（5月28日）、春風亭一柳へと改名した。
なおこの落語協会分裂騒動では、同じく圓生から冷遇されていた兄弟子の三遊亭さん生（後の川柳川柳）も落語協会に残留して破門され、一柳と同様に圓生から芸名を返却させられていた。先に改名を済ませた川柳川柳から「お前は“川柳一柳”になれ」と誘われたが、一柳は「漫才じゃあるまいし」と断ったという。

### 暴露本の出版と自殺
1979年（昭和54年）9月3日に圓生が急逝した時は、圓生宅に駆けつけて亡骸の前で号泣した。弟弟子の三遊亭圓丈はその時の様子を以下のように回想している。
しかし1980年12月に出版した自叙伝『噺の咄の話のはなし』では、長年にわたって圓生から受けた心ない仕打ちの数々を暴露し、圓生の死を知った直後の自分の気持ちが「嬉しかった。ただむやみに嬉しかった」「これで　おれは生きていける。死なずにすむんだ」というものだったと告白した。当時、圓生が落語協会と和解するのではないかという憶測が新聞などで報じられており、神経質な一柳は、もし噂通りになれば圓生門下を離れて落語協会に残った自分は居場所がなくなると怯えていた。「嬉しかった」というのはこのような恐怖感から解放されての率直な感想であったが、この「圓生が死んで嬉しかった」という言葉は物議を醸し、ここだけが切り抜かれる形で大きく取り上げられた。
自叙伝出版直後は明るい表情を見せていたものの、次第に精神的に落ち込むようになり、写経を始めたり、「噺の間の取り方がわからなくなった」と周囲に語ったりするなど、言動が周囲に心配されるようになった。投薬治療で快方に向かっていたが、1981年7月9日、入居していた公団団地の10階から飛び降り自殺した。法名は「信経院一柳日静信士」。落語家の自殺は珍しいことと報じられ、落語家にふさわしくない死に方とも評された。
一柳の死は芸の悩みによるものと報じられたが、師匠の圓生との長年の確執、圓生に対する尊敬と憎悪の入り混じった複雑な感情、それらについての暴露本（自叙伝）の出版などが原因になったと指摘されている。弟弟子の三遊亭圓丈は「好生程円生の呪縛から逃れる為に七転八倒した者もいない」と評し、そして一柳（好生）が圓生の呪縛から逃れることは「悲惨な最期を遂げる日まで出来なかった」と述べている。兄弟子の五代目三遊亭圓楽も圓丈と同様に呪縛という言葉を使い、（暴露本の出版は）「うちの師匠の芸の呪縛から逃れたい一心だったんでしょう」と述べている。兄弟子の川柳川柳は、（一柳は著書の中で圓生の）「悪口を書いて吹っ切ったつもりだったけど、本当は後悔して悩んでいた」と述べ、一柳は圓生に殉じたのかも知れないと推測している。死の前日に本人から芸の悩みについて相談を受けたという四代目三遊亭歌笑は、暴露本出版に対する世間の冷ややかな目が一柳を傷つけたのだろうと述べているが、暴露本の内容については「子供じゃないんだから、言っていいことと悪いことがある」と批判している。一柳の弟弟子の三遊亭生之助も四代目歌笑と同様に、暴露本は出版すべきではなかったと述べている。仕事斡旋や稽古で一柳の世話になった後輩の立川談四楼は、一柳の自叙伝は「円生への決別宣言」だったと解釈し、そして自叙伝執筆によって「決別したつもりで、あらためて円生が好きなことに気づい」て自分自身をさらに追い詰めたのだろうと推測している。

### 略歴
- 1956年（昭和31年）8月 - 六代目三遊亭圓生に入門。好生を名乗る[13]。
- 1960年（昭和35年）秋  - 二つ目昇進[76]。
- 1969年（昭和44年）4月 - 『笑点』の大喜利レギュラーを務める（11月まで）[77]。
- 1973年（昭和48年）9月 - 10人で真打昇進[32][注 9]。
- 1978年（昭和53年）5月 - 落語協会分裂騒動で師匠圓生が脱退する際、協会に残り破門される[41]。八代目林家正蔵一門に入り、春風亭一柳に改名[43]。
- 1980年（昭和55年）12月 - 自叙伝『噺の咄の話のはなし』を出版。
- 1981年（昭和56年）7月9日 - 入居していた葛飾区東金町1丁目の公団団地の10階から飛び降り自殺[5]。一柳が家を出たのは午前8時30分、遺体発見は午前8時45分であった[5]。

## 芸名の変遷

### 「三遊亭好生」
圓生に入門してから破門されて名前を返却するまでこの芸名を名乗った。圓生は弟子の前座名として「三遊亭○生」という名前をつけるのが常で、「○」の部分には画数が六画の漢字を好んで当てていた（例：三遊亭全生、舌生、吉生、旭生）。好生の場合は「好生」と「光生」（「好」も「光」も画数六画）の二案を圓生が本人に提示し、本人が「好生」を選んだ。

### 「春風亭一柳」
八代目林家正蔵門下に移り、1978年5月29日にこの芸名に改名した。亭号の「春風亭」は五代目春風亭柳昇から使用許可を貰い、改名後には柳昇の師匠で春風亭派の総帥であった最晩年の六代目春風亭柳橋にも挨拶に出向いている。「一柳」の「一」は正蔵が尊敬する三遊一朝から取った。
自叙伝『噺の咄の話のはなし』での本人の説明によると、明治中頃の噺家番付に改名歴や師弟関係など詳細不明な落語家「春風亭一柳」の名があり、その後色物（曲芸師）の一柳斎柳一門下に「春風（はるかぜ）一柳」という人物が存在したといい、この両名を初代・二代目と見なして好生改め春風亭一柳は三代目を自称した。
なお一柳が自叙伝で説明した初代や二代目とは人物像が食い違うものの、1899年（明治32年）に曲芸師（皿回し）の「春風亭一柳」こと渡辺国太郎という人物（当時34歳）が心中未遂事件を起こし、当時の朝日新聞、読売新聞、東京日日新聞などで報じられている。『古今東西落語家事典』によると、渡辺国太郎とは一柳斎柳一（1866年〈慶応2年〉2月17日 - 1929年〈昭和4年〉2月7日）の本名であり、この渡辺は一柳斎柳一以外に春風亭一柳や春風一柳や春風一柳斎などの芸名も名乗ったという。

## 家族
婿養子だった父は一柳が3歳の時に離婚して家を出たため、祖母と高校教師だった母に育てられた。母と祖母は一柳の高校入学に前後して亡くなった。生き別れとなっていた父とは落語家になってから交流が生まれたが、父も1975年に亡くなった。
二つ目時代に二回結婚している。一度目の結婚は1962年で、年上の女性と同棲し入籍したものの、やがて不和となり心中未遂騒動を起こした。先に本人が睡眠薬自殺を図り、後追いで妻がガス吸引による自殺を図ったというもので、本人は助かったものの妻は死亡した。二度目の結婚は1964年で、1967年には長男が生まれている。

## 作品・活動

### 書籍
- 春風亭一柳『噺の咄の話のはなし』晩聲社〈ヤゲンブラ選書〉、1980年12月。NDLJP:12438331。

### 寄稿
- 三遊亭好生「噺家の位」『読売新聞夕刊』1972年7月29日、9面。
  - 『噺の咄の話のはなし』の112-114頁にも収録されている。
- 三遊亭好生「ずいひつ 不器用」『20世紀』第9巻第3号、20世紀社、1974年3月1日、47頁、国立国会図書館書誌ID:000000017941。
- 三遊亭好生改め春風亭一柳「私の手記 なぜ、圓生門を離れたか」『落語界』第20号、深川書房、1978年11月、46-48頁、国立国会図書館書誌ID:000000040937。

### 落語音源
- 三遊亭好生「紙入れ」、長嶋武彦編『圓生の艶笑落語集』付属ソノシート、現代芸術社、1967年7月。
  - ソノシートには他に三遊亭圓生「引越の夢」、三遊亭円弥「蛙茶番」、三遊亭吉生「湯屋番」、三遊亭生之助「真田小僧」も収録されている。
- 三遊亭好生「花見の仇討ち」、『古今東西噺家紳士録』付属CD-ROM、エーピーピーカンパニー、2000年1月。ISBN 4998082000。
  - 「好生・歌六・芦州三人の会」での録音。
- 三遊亭好生「ガマの油」、『ご存じ古今東西噺家紳士録』付属CD-ROM、エーピーピーカンパニー、2005年2月。ISBN 490144140X。
  - ニッポン放送1973年10月8日放送の録音。

### テレビ出演
いずれも三遊亭好生と名乗っていた時期の出演。
- 『笑点』（日本テレビ系列） - 大喜利回答者、1969年4月6日-同年11月2日放送分[77]
  - それまで『笑点』大喜利の回答者であった五代目三遊亭圓楽らが司会の七代目立川談志と対立し、回答者が総入れ替えとなった[92]ため起用された。
- ドラマ『おれは男だ!』（日本テレビ系列） - 警察官役、第37話[93]、1972年
- 「陶陶酒」テレビコマーシャル - 時期不詳、1975年以前[94]

### その他活動
昭和42年頃に日本大学芸術学部の落語研究会の顧問をしていたが、日大紛争が始まる頃に顧問を退いた。同サークルの当時の部員には高田文夫や古今亭右朝がいた。
また日本歯科大学歯学部の落語研究会でも顧問をしていた時期がある。